# احمد محمد محمود
احمد محمد محمود (انگلیسی: Ahmed Mohamed Mohamoud; زاده ۱۹۳۸ – درگذشته ۱۵ نوامبر ۲۰۲۴) سیاست‌مدار اهل سومالی‌لند بود. وی از ۲۷ ژوئیه ۲۰۱۰ تا ۱۳ دسامبر ۲۰۱۷ رئیس‌جمهور این کشور بود.
احمد محمد محمود در ۱۵ نوامبر ۲۰۲۴، بعد از یک دوره طولانی بیماری در سن ۸۶ سالگی درگذشت.